# Prospalta malayica
Prospalta malayica là một loài bướm đêm trong họ Noctuidae.